# 利塞
利塞（法語：Lissey，法語發音：[lisɛ]）是法国默兹省的一个市镇，位于该省北部，属于凡尔登区。

## 地理
利塞（49°22'21"N, 5°20'49"E）面积9.97 平方千米，位于法国大東部大區默兹省，该省份为法国西北部内陆省份，北与比利时接壤，西接马恩省和阿登省，南至上马恩省和孚日省，东临默尔特-摩泽尔省。
与利塞接壤的市镇（或旧市镇、城区）包括：布雷埃维尔、凡尔登地区埃屈雷、珀维莱尔、维塔尔维尔。

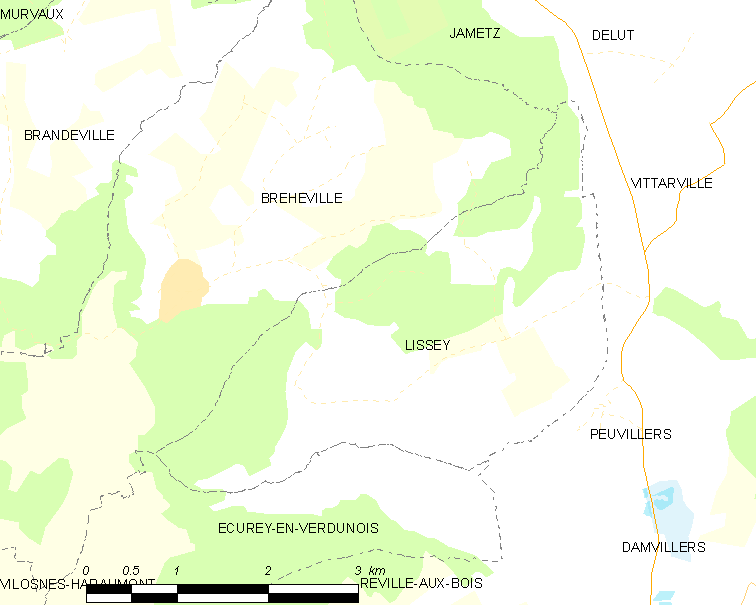
利塞的OSM定位图

利塞的时区为UTC+01:00、UTC+02:00（夏令时）。

## 行政
利塞的邮政编码为55150，INSEE市镇编码为55297。

## 政治
利塞所属的省级选区为蒙梅迪县。

## 人口

1962-2008年间利塞人口变化图示

利塞于2022年1月1日时的人口数量为105人。